# Polaris Raumflugzeuge
Polaris Raumflugzeuge ist ein deutsches, in Bremen basiertes Luft-und-Raumfahrttechnik-Start-up. Aktuell entwickelt und forscht Polaris in Zusammenarbeit mit der Bundeswehr an einem 28 Meter langem unbemannten Raumflugzeug Aurora und an Aerospike-Antrieben.

## Geschichte
Die Polaris Raumflugzeuge GmbH wurde 2019 als Ausgründung des Deutschen Zentrum für Luft- und Raumfahrt (DLR) von Alexander Kopp gegründet, der dort zuvor System-Ingenieur war. Stand Oktober 2023 waren in dem Unternehmen 20 Mitarbeiter beschäftigt.
2021 bekam Polaris einen Wehrwissenschaftlichen Forschungsauftrag von der Bundeswehr zur Untersuchung von Raumflugzeugen für Weltraumbasierte- und Hyperschall-Aufklärung sowie die Untersuchung zur Verwendung eines Aerospike-Triebwerks. Das Projekt trägt den Namen „Rapid Deployable Reconnaissance System“ (kurz RDRS), auf Deutsch: „Schnell einsetzbares Aufklärungssystem“. Zunächst bekam Polaris einen viermonatigen Forschungsauftrag im Umfang von 250.000 € in dessen Rahmen zusammen mit dem Institut für Luft- und Raumfahrt der TU Dresden, dem DLR-Institut für Flugführung und der Anwaltskanzlei BHO Legal technische und operationelle Eigenschaften von Aufklärungs-Luftfahrzeugmissionen mit Raumflugzeugen sowie regulatorische und Zertifizierungsaspekte solcher Missionen untersucht werden sollten.
Durch das Projekt RDRS bekam Polaris seitdem insgesamt drei Forschungsaufträge der Bundeswehr.
Am 29. Oktober erfolgte Polaris der erste Flug unter Kraft eines Aerospike-Triebwerks weltweit. Das AS-1 Triebwerk wurde erstmals im Flug auf dem Technologie-Demonstrator Mira-II 3 Sekunden lang über der Ostsee gezündet. Dabei erzeugte es eine Beschleunigung von 4 m/s² auf die 229 kg Masse von Mira-II sowie eine Schubkraft von 900 Newton.
Am 27. Februar 2025 verkündete Polaris einen Auftrag des BAAINBw für die Entwicklung eines zweistufigen wiederverwendbaren Hyperschall Raumflugzeug bekommen zu haben. Es soll außerdem mithilfe einer nicht wiederverwendbaren Zweitstufe kleinere Satelliten in Erdumlaufbahnen befördern können. Das Raumflugzeug soll als „Hypersonic-Testbed“ für experimentelle, verteidigungsbezogene und wissenschaftliche Forschung dienen.

## Produkte

### Raumflugzeug Aurora
Aurora ist ein in Entwicklung befindliches 28 Meter langes Mehrzweck-Raumflugzeug, das Nutzlasten von 1 t in niedrige Erdumlaufbahnen befördern sowie mehrere Tonnen Nutzlast in suborbitalen Flügen befördern können soll. Das Raumflugzeug soll bis zu zehnfache Schallgeschwindigkeit erreichen können. Ein Erstflug soll 2026 stattfinden.

### Future Heavy Spaceplane
Langfristig plant Polaris die Entwicklung eines größeren Raumflugzeugs als Aurora. Das „Zukünftige Schwere Raumflugzeug“ soll ein vollständig wiederverwendbares schweres orbitales Raumflugzeug werden, das die Startkosten im Vergleich zu herkömmlichen Raketen senken soll. Zunächst wird dieses als „Semi-SSTO“ (Semi-Single Stage to Orbit) oder „1,5-Stufen“-Konzept realisiert werden, welches durch technologische Reifung schrittweise in ein vollwertiges SSTO (Single Stage to Orbit) umgewandelt werden kann. Es soll in der Lage sein, Astronauten, Nutzlast und Satelliten in den Weltraum zu transportieren, Weltraumschrott entfernen und mithilfe einer Oberstufe Nutzlasten zum Mond und ins restliche Sonnensystem befördern. Das Raumflugzeug soll größer als ein Flugzeug des Typs Airbus 320 sein und das 28-fache der Schallgeschwindigkeit erreichen können.

### Aerospike-Triebwerk AS-1
Durch das Projekt Rapid Deployable Reconnaissance System der Bundeswehr bekam Polaris im April 2023 den Auftrag vom BAAINBw zur Entwicklung eines linearen Aerospike-Triebwerks sowie die anschließende Erprobung auf dem Aurora-Technologiedemonstrator „Mira“. Forscher der TU Dresden hatten zuvor mithilfe von 3D-Druck möglicherweise Fortschritte bei der Kühlung von Aerospike-Triebwerken gemacht. Der Einsatz von Aerospike-Triebwerken bietet bei Raumflugzeugen mögliche Leistungssteigerungen, da es durch seine Bauweise auf den jeweiligen Außendruck in verschiedenen Höhenlagen optimiert ist. Für die Erprobung eines solchen Triebwerks entwickelte Polaris das lineare Aerospike-Raketentriebwerk AS-1. Angetrieben wird dieses mit einer Mischung aus Kerosin oder SAF und Flüssigsauerstoff (LOX).

#### AS-1B
Im November 2023 testete das Unternehmen erstmals die Variante AS-1B des Triebwerks, die bis zu 1 kN Schub erzeugt. Bis zum 14. Dezember 2023 wurden insgesamt 10 Testzündungen des Triebwerks durchgeführt. Bei der getesteten Version handelt es sich um eine schwerere Version des Triebwerks, das hauptsächlich für Tests auf dem Boden vorgesehen ist. Polaris gab an, eine stabile und reproduzierbare Schuberzeugung, ohne dass zwischen den Zündungen Schäden oder Verschleiß festgestellt wurde, erzielt zu haben.

#### AS-1F
Eine flugtaugliche Version des Aerospike-Triebwerks mit der Bezeichnung AS-1F soll auf dem Aurora-Demonstrator Mira erprobt werden. Zwei solcher Triebwerke wurden vom Fertigungsunternehmen AM Global hergestellt, Polaris übernahm diese im Oktober 2023. Das Triebwerk wurde erstmals Mitte Dezember 2023 getestet, seitdem absolvierte es 23 Zündungstests. Angaben von Polaris zufolge produzierte das Triebwerk mehr Schub als vorgesehen war, genaue Zahlen wurden nicht genannt. Am 1. Februar 2024 absolvierte Mira erstmals einen Rolltest unter Kraft des AS-1F, bei dem das Triebwerk 3 Sekunden lang bei 60 % Schubkraft gezündet wurde. Nachdem Mira verunglückte, soll die Erprobung des AS-1 Triebwerks auf den beiden Demonstratoren Mira-II & III fortgeführt werden.

## Finanzierung
Im März 2024 unterschrieb Polaris eine Investitions- und Kooperationsvereinbarung mit der in der Schweiz basierten Aero Challenge Group (ACG), die Vereinbarung beinhaltet auch eine Investition von ACG in Polaris in Höhe mehrerer Millionen Euro. Weitere Investoren sind unter anderen die US-basierte Investment Firma E2MC Ventures, der Deep-Tech Investor Andreas Kupke und die Mittelständische Beteiligungsgesellschaft Bremen (MBB).
Im Oktober 2024 gab Polaris ihre bisher höchste Investition von der Dienes Holding bekannt. Insgesamt hat Polaris dadurch 7,1 Millionen Euro Kapital erhoben.
2025 Unterzeichnete die Polaris Raumflugzeuge GmbH, zusammen mit Diehl Defence einen Vertrag zur Entwicklung von Luftgestützten Verteidigungssysteme. Ziel ist es die Bewaffnung unbemannter fliegender Trägersysteme.